# Campeonato de los Cuatro Continentes de Patinaje Artístico sobre Hielo de 2010
El XII Campeonato de los Cuatro Continentes de Patinaje Artístico sobre Hielo se realizó en Jeonju (Corea del Sur) entre el 25 y el 31 de enero de 2010. Fue organizado por la Unión Internacional de Patinaje sobre Hielo (ISU) y la Asociación Surcoreana de Patinaje sobre Hielo.
Las competiciones se efectuaron en la Arena de Hielo Jeonju Hwasan de la ciudad surcoreana.

## Resultados

### Masculino
| Puesto | Nombre          | País           | Puntos |
| ------ | --------------- | -------------- | ------ |
| Oro    | Adam Rippon     | Estados Unidos | 225,78 |
| Plata  | Tatsuki Machida | Japón          | 217,48 |
| Bronce | Kevin Reynolds  | Canadá         | 212,99 |

### Femenino
| Puesto | Nombre         | País           | Puntos |
| ------ | -------------- | -------------- | ------ |
| Oro    | Mao Asada      | Japón          | 183,96 |
| Plata  | Akiko Suzuki   | Japón          | 173,72 |
| Bronce | Caroline Zhang | Estados Unidos | 160,78 |

### Parejas
| Puesto | Nombre                              | País           | Puntos |
| ------ | ----------------------------------- | -------------- | ------ |
| Oro    | Dan Zhang / Hao Zhang               | China          | 192,22 |
| Plata  | Keauna McLaughlin / Rockne Brubaker | Estados Unidos | 170,17 |
| Bronce | Meagan Duhamel / Craig Buntin       | Canadá         | 158,02 |

### Danza en hielo
| Puesto | Nombre                               | País           | Puntos |
| ------ | ------------------------------------ | -------------- | ------ |
| Oro    | Kaitlyn Weaver / Andrew Poje         | Canadá         | 166,16 |
| Plata  | Allie Hann-McCurdy / Michael Cordeno | Canadá         | 159,56 |
| Bronce | Madison Hubell / Keiffer Hubell      | Estados Unidos | 154,20 |

## Medallero
| Núm. | País           | Oro | Plata | Bronce | Total |
| ---- | -------------- | --- | ----- | ------ | ----- |
| 1    | Japón          | 1   | 2     | 0      | 3     |
| 2    | Canadá         | 1   | 1     | 2      | 4     |
| 2    | Estados Unidos | 1   | 1     | 2      | 4     |
| 4    | China          | 1   | 0     | 0      | 1     |
|      | TOTAL          | 4   | 4     | 4      | 12    |